# 焦小平
焦小平（1966年7月—），中华人民共和国财经专家、政治人物。曾任中共新疆生产建设兵团党委常委、新疆生产建设兵团副司令员、中国新建集团公司副总经理。中国共产党新疆生产建设兵团第八届委员会委员。政协新疆维吾尔自治区第十三届委员会委员。

## 生平
1966年7月，焦小平出生。1985年，焦小平进入中央财经大学财政专业学习。
1989年起，焦小平先后在中华人民共和国财政部预算司、国家控制社会集团购买力办公室、世界银行司、办公厅、国际司等下属部门工作，之后出任财政部政府和社会资本合作中心（中国清洁发展机制基金管理中心）副主任，中国清洁发展机制基金管理中心（财政部政府和社会资本合作中心）党委书记、主任。
2022年6月12日，焦小平调任新疆生产建设兵团副司令员、中国新建集团公司副总经理。2022年6月19日下午，中国共产党新疆生产建设兵团第八届委员会举行第一次全体会议，焦小平当选中国共产党新疆生产建设兵团第八届委员会常务委员会委员。
2023年2月5日中央纪委国家监委网站发布消息：新疆生产建设兵团党委常委、副司令员焦小平涉嫌严重违纪违法，目前正接受中央纪委国家监委纪律审查和监察调查。2月19日，焦小平被免去新疆生产建设兵团副司令员、中国新建集团公司副总经理职务。同年7月27日，焦小平遭到开除党籍开除公职处分。8月16日，當局宣佈日前重庆市人民检察院依法以涉嫌受贿罪对焦小平作出逮捕决定。12月4日，焦小平受贿案由重庆市人民检察院第五分院已向重庆市第五中级人民法院提起公诉。
2024年5月17日，重庆市第五中级人民法院一审公开开庭审理了焦小平受贿案，从2000年至2022年焦小平受贿共计折合人民币6743万余元，其中5491万余元未实际获得。
2024年12月23日，重庆市第五中级人民法院一审公开宣判新疆生产建设兵团原党委常委、副司令员焦小平受贿一案，对被告人焦小平以受贿罪判处有期徒刑十四年，并处罚金人民币五百万元，对其受贿所得财物及孳息依法予以追缴，上缴国库。

## 著作
- 《新兴市场指南》
- 《碳博弈：国际竞争力与美国气候政策》
- 《未来低碳技术》
- 《欧盟排放交易体系规则》